# Liste der irischen Abgeordneten zum EU-Parlament (1999–2004)
Die Liste der irischen Abgeordneten zum EU-Parlament (1999–2004) listet alle irischen Mitglieder des 5. Europäischen Parlamentes nach der Europawahl in Irland 1999 auf.

## Mandatsstärke der Parteien am Ende der Wahlperiode
- SPE: 1
- G/EFA: 2
- ELDR: 1
- EVP-ED: 5
- UEN: 6

| Nationale Partei       | Mandate | Fraktion                                                                     |
| ---------------------- | ------- | ---------------------------------------------------------------------------- |
| Fianna Fáil (FF)       | 6       | Union für das Europa der Nationen (UEN)                                      |
| Fine Gael (FG)         | 4       | Fraktion der Europäischen Volkspartei und europäischer Demokraten (EVP-ED)   |
| Parteilose Abgeordnete | 1       | Fraktion der Europäischen Volkspartei und europäischer Demokraten (EVP-ED)   |
| Green Party (GP)       | 2       | Die Grünen/Europäische Freie Allianz (G/EFA)                                 |
| Labour Party           | 1       | Fraktion der Sozialdemokratischen Partei Europas (SPE)                       |
| Parteilose Abgeordnete | 1       |  Fraktion der Europäischen Liberalen, Demokratischen und Reformpartei (ELDR) |
| SUMME                  | 15      |                                                                              |

## Abgeordnete
| Bild | Name                  | Lebens- daten | Partei    | Fraktion | Wahlkreis       | Kommentar                                                                 |
| ---- | --------------------- | ------------- | --------- | -------- | --------------- | ------------------------------------------------------------------------- |
|      | Nuala Ahern           | 1949          | GP        | G/EFA    | Leinster        |                                                                           |
|      | Niall Andrews         | 1937–2006     | FF        | UEN      | Dublin          |                                                                           |
|      | Mary Banotti          | 1939–2024     | FG        | EVP-ED   | Dublin          |                                                                           |
|      | Gerard Collins        | 1938          | FF        | UEN      | Munster         |                                                                           |
|      | Pat Cox               | 1952          | parteilos | ELDR     | Munster         | bis zum 14. Januar 2002 Fraktionsvorsitzender; danach Parlamentspräsident |
|      | Brian Crowley         | 1964          | FF        | UEN      | Munster         |                                                                           |
|      | John Cushnahan        | 1948          | FG        | EVP-ED   | Munster         |                                                                           |
|      | Proinsias De Rossa    | 1940          | Labour    | SPE      | Dublin          |                                                                           |
|      | Avril Doyle           | 1949          | FG        | EVP-ED   | Leinster        |                                                                           |
|      | James Fitzsimons      | 1936          | FF        | UEN      | Leinster        |                                                                           |
|      | Pat Gallagher         | 1948          | FF        | UEN      | Connacht–Ulster | Ausgeschieden am 17. Juni 2002, Nachrücker: Seán Ó Neachtain              |
|      | Liam Hyland           | 1933          | FF        | UEN      | Leinster        |                                                                           |
|      | Joe McCartin          | 1939          | FG        | EVP-ED   | Connacht–Ulster |                                                                           |
|      | Patricia McKenna      | 1957          | GP        | G/EFA    | Dublin          |                                                                           |
|      | Seán Ó Neachtain      | 1947          | FF        | UEN      | Connacht–Ulster | Nachgerückt am 2. Juli 2002 für Pat Gallagher                             |
|      | Dana Rosemary Scallon | 1950          | parteilos | EVP-ED   | Connacht–Ulster |                                                                           |